# Eivets Rednow
Eivets Rednow è un album strumentale di Stevie Wonder, sotto lo pseudonimo di Eivets Rednow (Stevie Wonder scritto al contrario), pubblicato dalla Gordy Records (Motown) nel 1968.

## Tracce
1. Alfie (Burt Bacharach, Hal David)
2. More than a Dream
3. A House Is Not a Home (Bacharach, David)
4. How Can You Believe
5. Medley: Never My Love/Ask the Lonely
6. Ruby
7. Which Way the Wind
8. Bye Bye World (Wonder)
9. Grazin' in the Grass (Harry Elston, Philemon Hou)